# Міжнародний день демократії
Міжнаро́дний день демократії за рішенням Генеральної асамблеї Організації Об'єднаних Націй від 2007 року відзначається 15 вересня. Він був встановлений з метою пропагування та дотримання принципів демократії.
Демократія належить до універсальних і засадничих загальнолюдських цінностей і принципів Організації Об'єднаних Націй. Хоча у демократій і є загальні риси, але єдиної моделі у світі не існує.

## Історія
У 2007 році на 46-му пленарному засіданні Генеральна Асамблея ООН ухвалила рішення щодо щорічного відзначення Міжнародного дня демократії 15 вересня (вперше відзначалося у 2008 році), що було виражено у відповідній резолюції № 62/7, та запропонувала державам-членам, системі ООН та іншим регіональним, міжурядовим і неурядовим організаціям відзначати цей день. Ця дата приурочена до 20-ї річниці першої міжнародної конференції нових та відновлених демократій.
Зв'язок між демократією і правами людини зафіксовані в статті 21(3) Загальній декларації прав людини:
|  | Воля народу повинна бути основою влади уряду; ця воля повинна виявлятися у періодичних i нефальсифікованих виборах, які повинні провадитись при загальному i рівному виборчому праві шляхом таємного голосування або ж через інші рівнозначні форми, що забезпечують свободу голосування. |